# Temporada 2000-01 de los Toronto Raptors
La temporada 2000-2001 fue la sexta de los Toronto Raptors en la NBA. La temporada regular acabó con 47 victorias y 35 derrotas, ocupando el quinto puesto de la conferencia Este, clasificándose para los playoffs, en los que cayeron en semifinales de conferencia ante los Philadelphia 76ers.

## Elecciones en elDraft
| Ronda | Puesto | Jugador         | Posición | Nacionalidad   | Universidad             |
| ----- | ------ | --------------- | -------- | -------------- | ----------------------- |
| 1     | 21     | Morris Peterson | Escolta  | Estados Unidos | Michigan State          |
| 2     | 46     | DeeAndre Hulett | Alero    | Estados Unidos | College of the Sequoias |

## Temporada regular
| División Central      | División Central | División Central | División Central | División Central | División Central | División Central | División Central | División Central |
| Equipo                | G                | P                | %                | PD               | Casa             | Fuera            | Div              |                  |
| --------------------- | ---------------- | ---------------- | ---------------- | ---------------- | ---------------- | ---------------- | ---------------- | ---------------- |
| y-Milwaukee Bucks     | 52               | 30               | .634             | –                | 31–10            | 21–20            | 19–9             |                  |
| x-Toronto Raptors     | 47               | 35               | .573             | 5                | 27–14            | 20–21            | 18–10            |                  |
| x-Charlotte Hornets   | 46               | 36               | .561             | 6                | 28–13            | 18–23            | 20–8             |                  |
| x-Indiana Pacers      | 41               | 41               | .500             | 11               | 26–15            | 15–26            | 15–13            |                  |
| e-Detroit Pistons     | 32               | 50               | .390             | 20               | 18-23            | 14–27            | 16–12            |                  |
| e-Cleveland Cavaliers | 30               | 52               | .366             | 22               | 20–21            | 10–31            | 11–17            |                  |
| e-Atlanta Hawks       | 25               | 57               | .305             | 27               | 18–23            | 7–34             | 9–19             |                  |
| e-Chicago Bulls       | 15               | 67               | .183             | 37               | 10–31            | 5–36             | 4–24             |                  |

## Playoffs

### Primera ronda
New York Knicks  vs. Toronto Raptors
| Fecha       | Partido                                 | Ciudad     |
| ----------- | --------------------------------------- | ---------- |
| 22 de abril | New York Knicks 92, Toronto Raptors 85  | Nueva York |
| 26 de abril | New York Knicks 74, Toronto Raptors 94  | Nueva York |
| 29 de abril | Toronto Raptors 89, New York Knicks 97  | Toronto    |
| 2 de mayo   | Toronto Raptors 100, New York Knicks 93 | Toronto    |
| 4 de mayo   | New York Knicks 89, Toronto Raptors 93  | Nueva York |
|             | Toronto Raptors gana las series 3-2     |            |

### Semifinales de Conferencia
Philadelphia 76ers vs. Toronto Raptors
| Fecha      | Partido                                    | Ciudad     |
| ---------- | ------------------------------------------ | ---------- |
| 6 de mayo  | Philadelphia 76ers 93, Toronto Raptors 96  | Filadelfia |
| 9 de mayo  | Philadelphia 76ers 97, Toronto Raptors 92  | Filadelfia |
| 11 de mayo | Toronto Raptors 102, Philadelphia 76ers 78 | Toronto    |
| 13 de mayo | Toronto Raptors 79, Philadelphia 76ers 84  | Toronto    |
| 16 de mayo | Philadelphia 76ers 121, Toronto Raptors 88 | Filadelfia |
| 18 de mayo | Toronto Raptors 101, Philadelphia 76ers 89 | Toronto    |
| 20 de mayo | Philadelphia 76ers 88, Toronto Raptors 87  | Filadelfia |
|            | Philadelphia 76ers gana las series 4-3     |            |

## Estadísticas

### Temporada regular
| Jugador             | POS | PJ | PT | MJ    | REB | AST | ROB | TAP | PTS   | MPP  | RPP  | APP | ROP | TPP | PPP  |
| ------------------- | --- | -- | -- | ----- | --- | --- | --- | --- | ----- | ---- | ---- | --- | --- | --- | ---- |
| Alvin Williams      | SG  | 82 | 34 | 2,394 | 212 | 407 | 123 | 26  | 802   | 29.2 | 2.6  | 5.0 | 1.5 | .3  | 9.8  |
| Morris Peterson     | SG  | 80 | 49 | 1,809 | 259 | 105 | 63  | 20  | 747   | 22.6 | 3.2  | 1.3 | .8  | .3  | 9.3  |
| Charles Oakley      | PF  | 78 | 77 | 2,767 | 741 | 264 | 76  | 48  | 748   | 35.5 | 9.5  | 3.4 | 1.0 | .6  | 9.6  |
| Antonio Davis       | C   | 78 | 77 | 2,729 | 787 | 106 | 22  | 151 | 1,069 | 35.0 | 10.1 | 1.4 | .3  | 1.9 | 13.7 |
| Vince Carter        | SF  | 75 | 75 | 2,979 | 416 | 291 | 114 | 82  | 2,070 | 39.7 | 5.5  | 3.9 | 1.5 | 1.1 | 27.6 |
| Dell Curry          | SG  | 71 | 1  | 956   | 85  | 75  | 27  | 8   | 429   | 13.5 | 1.2  | 1.1 | .4  | .1  | 6.0  |
| Mark Jackson†       | PG  | 54 | 54 | 1,802 | 185 | 498 | 63  | 7   | 461   | 33.4 | 3.4  | 9.2 | 1.2 | .1  | 8.5  |
| Keon Clark†         | PF  | 46 | 0  | 968   | 248 | 38  | 16  | 110 | 413   | 21.0 | 5.4  | .8  | .3  | 2.4 | 9.0  |
| Corliss Williamson† | SF  | 42 | 31 | 886   | 153 | 33  | 15  | 13  | 390   | 21.1 | 3.6  | .8  | .4  | .3  | 9.3  |
| Tracy Murray†       | SF  | 38 | 1  | 453   | 59  | 14  | 8   | 6   | 207   | 11.9 | 1.6  | .4  | .2  | .2  | 5.4  |
| Kevin Willis†       | C   | 35 | 9  | 771   | 223 | 21  | 19  | 21  | 309   | 22.0 | 6.4  | .6  | .5  | .6  | 8.8  |
| Chris Childs†       | PG  | 26 | 0  | 550   | 64  | 119 | 22  | 8   | 117   | 21.2 | 2.5  | 4.6 | .8  | .3  | 4.5  |
| Jerome Williams†    | PF  | 26 | 0  | 378   | 104 | 13  | 18  | 10  | 131   | 14.5 | 4.0  | .5  | .7  | .4  | 5.0  |
| Michael Stewart     | C   | 26 | 0  | 123   | 29  | 2   | 4   | 3   | 33    | 4.7  | 1.1  | .1  | .2  | .1  | 1.3  |
| Kornél Dávid†       | SF  | 17 | 0  | 140   | 33  | 4   | 2   | 3   | 42    | 8.2  | 1.9  | .2  | .1  | .2  | 2.5  |
| Tyrone Corbin       | SF  | 15 | 1  | 117   | 13  | 4   | 2   | 0   | 20    | 7.8  | .9   | .3  | .1  | .0  | 1.3  |
| Eric Montross†      | C   | 12 | 1  | 81    | 29  | 4   | 3   | 3   | 13    | 6.8  | 2.4  | .3  | .3  | .3  | 1.1  |
| Muggsy Bogues       | PG  | 3  | 0  | 34    | 3   | 5   | 2   | 0   | 0     | 11.3 | 1.0  | 1.7 | .7  | .0  | .0   |
| Mamadou N'Diaye     | C   | 3  | 0  | 10    | 2   | 0   | 0   | 0   | 4     | 3.3  | .7   | .0  | .0  | .0  | 1.3  |
| Garth Joseph†       | C   | 2  | 0  | 8     | 2   | 1   | 0   | 0   | 2     | 4.0  | 1.0  | .5  | .0  | .0  | 1.0  |

- † Indica jugador que jugó en más de un equipo esa temporada. Las estadísticas solo reflejan su paso por los Raptors.

### Playoffs
| Jugador         | POS | PJ | PT | MJ  | REB | AST | ROB | TAP | PTS | MPP  | RPP  | APP | ROP | TPP | PPP  |
| --------------- | --- | -- | -- | --- | --- | --- | --- | --- | --- | ---- | ---- | --- | --- | --- | ---- |
| Vince Carter    | SF  | 12 | 12 | 539 | 78  | 56  | 20  | 20  | 327 | 44.9 | 6.5  | 4.7 | 1.7 | 1.7 | 27.3 |
| Alvin Williams  | SG  | 12 | 12 | 486 | 35  | 50  | 15  | 8   | 165 | 40.5 | 2.9  | 4.2 | 1.3 | .7  | 13.8 |
| Antonio Davis   | C   | 12 | 12 | 485 | 133 | 23  | 10  | 22  | 197 | 40.4 | 11.1 | 1.9 | .8  | 1.8 | 16.4 |
| Charles Oakley  | PF  | 12 | 12 | 391 | 76  | 21  | 12  | 7   | 111 | 32.6 | 6.3  | 1.8 | 1.0 | .6  | 9.3  |
| Chris Childs    | PG  | 12 | 9  | 380 | 38  | 78  | 12  | 3   | 109 | 31.7 | 3.2  | 6.5 | 1.0 | .3  | 9.1  |
| Dell Curry      | SG  | 12 | 0  | 182 | 14  | 10  | 6   | 1   | 78  | 15.2 | 1.2  | .8  | .5  | .1  | 6.5  |
| Jerome Williams | PF  | 11 | 0  | 164 | 45  | 9   | 10  | 6   | 35  | 14.9 | 4.1  | .8  | .9  | .5  | 3.2  |
| Keon Clark      | PF  | 11 | 0  | 103 | 23  | 6   | 2   | 3   | 35  | 9.4  | 2.1  | .5  | .2  | .3  | 3.2  |
| Morris Peterson | SG  | 8  | 3  | 110 | 12  | 15  | 6   | 0   | 43  | 13.8 | 1.5  | 1.9 | .8  | .0  | 5.4  |
| Eric Montross   | C   | 5  | 0  | 31  | 10  | 1   | 0   | 3   | 4   | 6.2  | 2.0  | .2  | .0  | .6  | .8   |
| Tracy Murray    | SF  | 2  | 0  | 5   | 0   | 0   | 1   | 0   | 2   | 2.5  | .0   | .0  | .5  | .0  | 1.0  |
| Michael Stewart | C   | 2  | 0  | 4   | 1   | 0   | 0   | 0   | 0   | 2.0  | .5   | .0  | .0  | .0  | .0   |

## Galardones y récords
| Jugador         | Galardón                                |
| Vince Carter    | 2.º Mejor quinteto de la NBA All-Star   |
| Morris Peterson | 2.º Mejor quinteto de rookies de la NBA |
| Antonio Davis   | All-Star                                |